# Enizemum giganteum
Enizemum giganteum är en stekelart som beskrevs av Tohru Uchida 1957. Enizemum giganteum ingår i släktet Enizemum och familjen brokparasitsteklar. Inga underarter finns listade i Catalogue of Life.